# ボールドギャロウェイ
ボールドギャロウェイ（Bald Galloway、1705年 - 不明）は、18世紀初頭に活躍したイギリスの競走馬、種牡馬である。父をフランスから輸入したライダー大尉による生産。毛色は芦毛で、父はセントヴィクターズバルブ (St. Victor's Barb) 、母はグレイホワイノット（Grey Whynot。その父ホワイノット〈Whynot〉）である。

## 経歴
競走馬としての出走歴などは不明。エドワード・コークの元で種牡馬として繋養され、カートゥーシュ (Cartouch) 、フォックスハンターFoxhunter、バクハンターBuckhunter（別名Carlisle Gelding）、グレイロビンソン（Grey Robinson。レギュラス〈Regulus〉の母、11号族）、ロクサナ（Roxana。ラス〈Lath〉、ケード〈Cade〉の母）、シルヴァーロックス (Silverlocks) 、ボールドギャロウェイメア（Bald Galloway Mare。17号族）、オールドレディ（Old Lady。17号族、ボールドギャロウェイ1×3）などの産駒を残した。一説によると、1725年イギリス首位種牡馬だという。また、フォックスハンターの子孫とされるガブリエル (Gabriel) はアメリカに渡り、19世紀中ごろまで当地で父系子孫が生き延びていたという説もあるが、ダーレーアラビアン (Darley Arabian) の系統にもフォックスハンターという馬がおり、それと混同されている可能性もある。

## 血統表
| ボールドギャロウェイの血統（セントヴィクターズバルブ系） | ボールドギャロウェイの血統（セントヴィクターズバルブ系） | ボールドギャロウェイの血統（セントヴィクターズバルブ系） | （血統表の出典） | （血統表の出典） |
| 父 St. Victor's Barb 芦毛                                | 父の父不明                                               | 不明                                                     | 不明             | 不明             |
| 父 St. Victor's Barb 芦毛                                | 父の父不明                                               | 不明                                                     | 不明             |                  |
| 父 St. Victor's Barb 芦毛                                | 父の父不明                                               | 不明                                                     | 不明             | 不明             |
| 父 St. Victor's Barb 芦毛                                | 父の父不明                                               | 不明                                                     | 不明             |                  |
| 父 St. Victor's Barb 芦毛                                | 父の母不明                                               | 不明                                                     | 不明             | 不明             |
| 父 St. Victor's Barb 芦毛                                | 父の母不明                                               | 不明                                                     | 不明             |                  |
| 父 St. Victor's Barb 芦毛                                | 父の母不明                                               | 不明                                                     | 不明             | 不明             |
| 父 St. Victor's Barb 芦毛                                | 父の母不明                                               | 不明                                                     | 不明             |                  |
| 母 Grey Whynot 芦毛                                      | 母の父Whynot 鹿毛                                        | Fenwick Barb 芦毛                                        | 不明             | 不明             |
| 母 Grey Whynot 芦毛                                      | 母の父Whynot 鹿毛                                        | Fenwick Barb 芦毛                                        | 不明             |                  |
| 母 Grey Whynot 芦毛                                      | 母の父Whynot 鹿毛                                        | 不明                                                     | 不明             | 不明             |
| 母 Grey Whynot 芦毛                                      | 母の父Whynot 鹿毛                                        | 不明                                                     | 不明             |                  |
| 母 Grey Whynot 芦毛                                      | 母の母Royal Mare 芦毛                                    | 不明                                                     | 不明             | 不明             |
| 母 Grey Whynot 芦毛                                      | 母の母Royal Mare 芦毛                                    | 不明                                                     | 不明             |                  |
| 母 Grey Whynot 芦毛                                      | 母の母Royal Mare 芦毛                                    | 不明                                                     | 不明             | 不明             |
| 母 Grey Whynot 芦毛                                      | 母の母Royal Mare 芦毛                                    | 不明                                                     | 不明 F-No.15     |                  |